# Franciszek Tomasz Bratranek
Franciszek Tomasz Bratranek (ur. 3 listopada 1815 w Jedovnicach, zm. 2 sierpnia 1884 w Brnie) – rektor Uniwersytetu Jagiellońskiego w latach 1866–1867, poseł-wirylista Sejmu Krajowego Galicji I kadencji.

## Biografia
František Tomaš Bratranek, syn Czecha Franza i Austriaczki Anny, wywodzącej się z drobnej szlachty austriackiej, przyszedł na świat na Morawach. W 1834 wstąpił do zakonu augustianów w Brnie (klasztor św. Tomasza), będącego ośrodkiem hegliizmu zwalczanego przez ustrój Metternicha. Tu opat Cyryl Napp docenił jego możliwości intelektualne i umożliwił mu podjęcie studiów w Wiedniu. W stolicy monarchii habsburskiej spotykał się m.in. z synową Johanna Wolfganga von Goethego, Ottilie, i jej synami. W 1839 wydoktoryzował się w zakresie filozofii. W 1841 zakon wysłał go do Lwowa, gdzie pracował jako asystent profesora filozofii, Ignacego Jana Hanuša. Zaczął interesować się kulturą polską, m.in. twórczością Mickiewicza. W 1843 spędził wakacje w Berlinie, gdzie poznał m.in. Karla Augusta Varnhagena von Ense. Kontakt ze środowiskiem berlińskim sprawił, że zaczął jeszcze krytyczniej postrzegać stosunki panujące w Austrii: negatywnie oceniał cenzurę polityczną i intelektualną, chciał nawet opuścić Austrię. Po powrocie do Brna nauczał filozofii w wyższym gimnazjum. Nie afiszował się ze swoimi proheglowskimi poglądami, wiedząc, że jego poprzednik – również zakonnik – został zwolniony właśnie z tego powodu, a także ze względu na sympatyzowanie ze Słowianami.
W 1851 został zatrudniony na Uniwersytecie Jagiellońskim na stanowisku profesora i od lipca zaczął rozwijać Katedrę Germanistyki. W 1853 mianowano go profesorem zwyczajnym, w 1865 dziekanem Wydziału Filozoficznego, a w 1866/1867 został rektorem UJ. W Krakowie borykał się z trudnościami, wynikającymi z ówczesnej próby germanizacji Uniwersytetu, która pociągała za sobą opór Polaków. Był zdania, że lepsza znajomość niemieckiego będzie przydatna dla studentów w dalszym życiu zawodowym, jednak rozumiał też postawę Polaków, broniących się przed germanizacją. Uważał siebie za Niemca i Słowianina, ale przede wszystkim za kosmopolitę i obywatela świata. Gdyby musiał wybierać, czy jest Niemcem czy Słowianinem, wybrałby – jak stwierdził w swoich wspomnieniach – śmierć. W 1867 książę sasko-weimarski przyznał mu złoty Medal Zasługi. W 1876 władze austriackie nadały mu tytuł cesarko-królewskiego radcy rządowego (Regierungsrat). W Krakowie przyjęto go m.in. do Towarzystwa Naukowego Krakowskiego i Societas Litteraria Cracoviensis. Przeszedł na emeryturę w 1882  i powrócił do klasztoru w Brnie, gdzie przebywał do śmierci.

## Dorobek naukowy
Bratranek zapisał się w historii m.in. jako znawca Hegla, Goethego i pośrednik między kulturą polską i niemieckojęzyczną. W latach 1840/1841 napisał liczącą 567 stron rozprawę filozoficzną w duchu Encyklopedii Hegla. Nie opublikował jej jednak wówczas z powodów politycznych, a więc z obawy przed represjami ze strony ustroju Metternicha i zapewne kościoła katolickiego. W 1841 r. ukazała się za to jego rozprawa poświęcona estetyce, Zur Entwicklung des Schönheitsbegriffs, w której Hegel nie jest wymieniany z powodu cenzury. Jego ujęcie estetyki znajduje jednak odzwierciedlenie w dziele. Po Wiośnie Ludów Bratranek skoncentrował się na bezpieczniejszych badaniach z zakresu literaturoznawstwa i estetyki. Z okresu krakowskiego pochodzi jego wiele istotnych prac, m.in. Ästhetische Studien (1853) i Ästhetik der Pflanzenwelt (1853). Często publikował syntezy lub rozwinięcie wykładów, jak w tych przypadkach. Zajmował się estetyką natury, tzw. zieloną estetyką. Jeśli chodzi o badania literaturoznawcze, to w 1850 r. opublikował w Brnie podręcznik literatury niemieckiej pt. Handbuch der deutschen Literaturgeschichte. W 1851 r. przygotował rozprawę pt. Parallelen zwischen der deutschen und polnischen Literatur. Zdaniem Loužila i Klina stworzył tym samym podwaliny współczesnej komparatystyki. Publikował na temat swojego ulubionego poety polskiego, Wincentego Pola, co znajduje wyraz w jego rozprawie pt. Vinzent Pol (1867), a także przekłady jego twórczości. Przetłumaczył dramat Śmierć Władysława IVautorstwa Józefa Szujskiego. Istotna jest jego monografia, dedykowana synowej Goethego i wydana w Wiedniu w 1870 r.: Zwei Polen in Weimar (1829). Ein Beitrag zur Goetheliteratur aus polnischen Briefen übersetzt und eingeleitet von F. Th. Bratranek. Odnaleźć tutaj można przetłumaczone relacje z wizyty Mickiewicza i Odyńca u Goethego. W Krakowie Bratranek zajmował się głównie twórczością Goethego i publikował prace poświęcone literaturze XVIII i XIX w. Dzięki uprzywilejowanemu dostępowi do weimarskiego archiwum Goethego redagował i wydał po raz pierwszy sporą część korespondencji Goethego. Nie udało mu się jednak opublikować wszystkich przygotowanych już redakcyjnie listów – m.in. z powodu oporu wnuków pisarza.O wartości jego dzieł dla świata współczesnego świadczy najlepiej fakt, że w 2001 r. wydawnictwo Peter Lang opublikowało w czternastym tomie Hegeliany, jego rozprawę filozoficzną pt. Neue Bestimmung des Menschen (Herausgegeben nach dem Manuskript aus den Jahren 1840/41 von Klaus Vieweg und Jaromir Loužil).